# Октябрьское сельское поселение (Поворинский район)
Октябрьское се́льское поселе́ние — муниципальное образование в Поворинском районе Воронежской области Российской Федерации.
Административный центр — село Октябрьское.

## История
Статус и границы сельского поселения установлены Законом Воронежской области от 12 ноября 2004 года № 75-ОЗ «Об установлении границ, наделении соответствующим статусом, определении административных центров муниципальных образований Поворинского района, образовании в его составе муниципального образования — городского поселения».

## Население
| 2010  | 2012  | 2013  | 2014  | 2015  | 2016  | 2017  |
| ----- | ----- | ----- | ----- | ----- | ----- | ----- |
| 1330  | ↘1319 | ↗1323 | ↘1299 | ↘1282 | ↗1308 | →1308 |
| 2018  |       |       |       |       |       |       |
| ↗1312 |       |       |       |       |       |       |

## Состав сельского поселения
| № | Населённый пункт | Тип населённого пункта       | Население |
| - | ---------------- | ---------------------------- | --------- |
| 1 | Октябрьское      | село, административный центр | ↘1329     |
| 2 | Поляна           | село                         | 1         |